# Procfs

在许多类 Unix 计算机系统中， procfs 是 进程 文件系统 (file system) 的缩写，包含一个伪文件系统（启动时动态生成的文件系统），用于通过内核访问进程信息。这个文件系统通常被挂载到 /proc 目录。由于 /proc 不是一个真正的文件系统，它也就不占用存储空间，只是占用有限的内存。
以下操作系统支持 procfs :
- Solaris
- BSD
- Linux（将此概念扩展到了非进程相关数据）
- IBM AIX （其实现基于Linux以提高兼容性）
- QNX
- 貝爾實驗室九號計畫（此概念之源头）

## 历史

### UNIX 8
Tom J. Killian 实现了 UNIX 8 版本的 /proc：他1984年6月向 USENIX 提交了一份题为 "Processes as Files" 的论文。procfs 的设计目标是用来替代进行进程跟踪的 ptrace 系统调用。 详细文档请参考当时的 proc(4) 用户手册。

### SVR4
Roger Faulkner 和 Ron Gomes 将 Unix 8 的 /proc 移植到了 SVR4，并在1991年1月的 USENIX 上发表了一篇题为 "The Process File System and Process Model in UNIX System V" 的论文。 此类 procfs 在功能上已经足够实现 ps 命令了， 但是其中的文件只能通过 read()、 write() 和 ioctl() 系统调用来访问。从1995到1996年， Roger Faulkner 又为 Solaris 2.6 编写了 procfs-2 接口， 提供了一个结构化的， 基于子目录的 /proc 文件系统。

### Plan 9
Plan 9 实现了一个进程文件系统，但比 V8 做得更多。V8 的进程文件系统中，对一个进程相关的所有函数都在一个文件进行操作。九號計畫使用单独的文件，提供这些函数，使得 /proc 成为文件系统真正的一部分。

### 4.4BSD
4.4BSD 从 Plan 9 复刻了 /proc 的实现。然而从2011年2月开始， FreeBSD 逐步淘汰了 procfs ，转而使用sysctl接口来获取进程相关信息。默认安装的 base 系统不依赖 procfs，FreeBSD 原生 ports 也不再依赖 procfs。macOS则完全弃用了procfs，只支持sysctl接口。
为了提供对Linux用户空间程序的二进制兼容性，FreeBSD内核也提供类似于 Linux /proc/ 的linprocfs。

### Solaris
Solaris 从一开始就提供对 /proc 的支持。 在1996年， Solaris 2.6 引入了由 Roger Faulkner 编写的 procfs2 。

### Linux
Linux中的 /proc实现也克隆了 九號計畫 中对应的部分。 
每个正在运行的进程对应于/proc下的一个目录，目录名就是进程的PID，每个目录包含:
- /proc/PID/cmdline, 启动该进程的命令行.
- /proc/PID/cwd, 当前工作目录的符号链接.
- /proc/PID/environ 影响进程的环境变量的名字和值.
- /proc/PID/exe, 最初的可执行文件的符号链接, 如果它还存在的话。
- /proc/PID/fd, 一个目录，包含每个打开的文件描述符的符号链接.
- /proc/PID/fdinfo, 一个目录，包含每个打开的文件描述符的位置和标记
- /proc/PID/maps, 一个文本文件包含内存映射文件与块的信息。
- /proc/PID/mem, 一个二进制图像(image)表示进程的虚拟内存, 只能通过ptrace（英语：ptrace）化进程访问.
- /proc/PID/root, 该进程所能看到的根路径的符号链接。如果没有chroot监狱，那么进程的根路径是/.
- /proc/PID/status包含了进程的基本信息，包括运行状态、内存使用。
- /proc/PID/task, 一个目录包含了硬链接到该进程启动的任何任务

(用户可以获得PID使用工具如pgrep, pidof或ps:
```
$ 
ls
 
-l
 
/proc/
$(
pgrep
 
-n
 
python
)
/fd
        
# List all file descriptors of the most recently started `python' process

samtala 0

lrwx------ 1 baldur baldur 64 2011-03-18 12:31 0 -> /dev/pts/3

lrwx------ 1 baldur baldur 64 2011-03-18 12:31 1 -> /dev/pts/3

lrwx------ 1 baldur baldur 64 2011-03-18 12:31 2 -> /dev/pts/3

$ 
readlink
 
/proc/
$(
pgrep
 
-n
 
python
)
/exe
    
# List executable used to launch the most recently started `python' process  

/usr/bin/python3.1

```

)
Linux 2.6把 /proc 下大量的非進程相關的系统信息移動到一個专门的偽文件系統，稱為 sysfs（該文件系統是掛載到 /sys 上面）:
- 电源管理系统（如果有的话）对应的目录/proc/acpi或/proc/apm
- /proc/buddyinfo, 信息关于伙伴内存分配器（英语：Buddy memory allocation）用于处理内存碎片。[5]
- /proc/bus, 包含对应于计算机上各种总线的目录, 如input/PCI/USB. 在/sys/bus下包含更丰富的信息。
- /proc/fb, 可利用的帧缓冲的列表
- /proc/cmdline, 传递给内核的启动选项。
- /proc/cpuinfo, 包含CPU信息, 诸如厂商（vendor），型号 (family, model，model names), 速度, 缓存大小, 逻辑核数 , 物理核数, CPU flags，以及BogoMips.对于多核CPU，/proc/cpuinfo的逻辑核数"siblings"与物理核数"cpu cores"分别表示:[6]

```
"siblings" = (HT per CPU package) * (# of cores per CPU package)
"cpu cores" = (# of cores per CPU package)
```

CPU package是指单独封装的一颗CPU。这可以区分超线程与双核，例如每颗CPU超线程数量为siblings / CPU cores. 如果二者的值相等，则CPU不支持超线程.
- /proc/crypto, 可利用的加密模块列表
- /proc/devices,  字符设备与块设备列表，按照设备ID排序，但给出了/dev名字的主要部分
- /proc/diskstats, 给出了每一块逻辑磁盘设备的一些信息
- /proc/filesystems, 当前时刻内核支持的文件系统的列表
- /proc/interrupts, /proc/iomem, /proc/ioports, /proc/irq, 设备的一些与中断、内存访问有关的信息
- /proc/kmsg, 用于跟踪读取内核消息 [8]
- /proc/meminfo, 包含内核管理内存的一些汇总信息
- /proc/modules, 是/proc最重要的文件之一, 包含了当前载入的内核模块列表
- /proc/mounts, 包含了当前安装设备及安装点的符号链接
- /proc/net/, 一个目录包含了当前网络栈的信息，特别是/proc/net/nf_conntrack列出了存在的网络连接(对跟踪路由特别有用，因为iptables转发被用于重定向网络连接)
- /proc/partitions, 一个设备号、尺寸与/dev名的列表，内核用于辨别已存在的硬盘分区
- /proc/scsi, 给出任何通过SCSI或RAID控制器挂接的设备的信息
- /proc/self (即/proc/PID/其中进程ID是当前进程的) 为当前进程的符号链接
- /proc/slabinfo, Linux内核频繁使用的对象的统计信息
- /proc/swaps, 活动交换分区的信息，如尺寸、优先级等。
- /proc/sys，动态可配置的内核选项. 其下的目录对应与内核区域，包含了可读与可写的虚拟文件（virtual file）.
- /proc/sysvipc, 包括共享内存与进程间通信 (IPC)信息
- /proc/tty, 包含当前终端信息; /proc/tty/driver是可利用的tty类型列表，其中的每一个是该类型的可用设备列表。
- /proc/uptime, 内核启动后经过的秒数与idle模式的秒数
- /proc/version, 包含Linux内核版本，发布号（distribution number）, 编译内核的gcc版本，其他相关的版本
- 其他文件依赖于不同的硬件，模块配置与内核改变

Linux下使用 /proc 的基本工具是 procps (/proc processes) 中的程序，這個程序只對 procfs 具有意義。procfs 對部分功能從核心態移到用戶態的過程中產生重大的意義。像是 GNU 版本的 ps 只需在用戶態底下運作透過 procfs 取得資料便可以完成所有的工作。
相关命令：
- sysctl
- lsdev 收集相关设备的DMA, IRQ, I/O端口信息并汇总显示
- procinfo

### Cygwin
Cygwin实现的 /proc 与Linux基本一致。